# 朱塞佩·布鲁马蒂
朱塞佩·布鲁马蒂（義大利語：Giuseppe Brumatti，1948年11月19日—2011年1月21日），意大利男子篮球运动员。他曾代表意大利获得1972年夏季奥运会男子篮球比赛第四名和1976年夏季奥运会男子篮球比赛第五名。